# Heer (Wehrmacht)
Deutsches Heer (Reichswehr ; 1919-1935/Wehrmacht ;1935-1945) (česky armáda) bylo pozemní vojsko nacistického Německa. Spolu s Kriegsmarine a Luftwaffe tvořil jednu ze tří složek Wehrmachtu. 

## Historie
Vznikl roku 1935 přetvořením z Reichsheeru, pozemního vojska Výmarské republiky. Zánik Heeru přišel s porážkou Německa v druhé světové válce a po jeho následné okupaci.